# Fucsou
Fucsou (Fuzhou) (gyakori nemzetközi átírás: Foochow, kínaiul: 福州, pinjin: Fúzhōu) nagyváros Kínában, Fucsien (Fujian) tartomány székhelye és legnagyobb települése. A város a Fucsoui főegyházmegye érseki székvárosa.
Fucsou (Fuzhou) forgalmas kikötőváros a Kínát és Tajvant elválasztó Tajvani-szorosba torkolló Min-folyó bejáratánál. 
A 2010-es népszámlálás szerint a városnak 7 155 370 fő a lakossága, amelyből 4 408 076 fő, nagyjából 61,95% a belvárosban él, amíg a külvárosi területeken 2 707 294 fő, azaz nagyjából 38,05% él.
Legfontosabb iparágai az élelmiszeripar, papírgyártás, vegyipar, textilipar.
2015-ben Fucsou (Fuzhou)t a 10. leggyorsabban növő nagyvárosi területként rangsorolta a Brookings Institution.

## Történelem

### ACsin(Qin)-dinasztia előtt
Két neolitikus kultúra, az i.e. 5000 körüli Hucsiutou (Huqiutou) kultúra (虎丘头文化, Hǔqiūtóu wénhuà) és az i.e. 3000 körüli Tansi (Tanshi)-hegyi kultúra (昙石山文化, Tánshí shān wénhuà), maradványait fedezték fel Fucsou (Fuzhou) területén.
A hadakozó fejedelemségek korában (i.e. 475–221), a han kínaiak Fucsien (Fujian) területére a Minjüe (Mǐnyuè) (闽越) néven kezdtek el hivatkozni. A név arra utalt, hogy a terület lakossága nagyrészt a jüe (yue) kínaiak egyik ágának leszármazottai, egy olyan nem han kínai család, ami egykor egész Dél-Kínát benépesítette.
I.e. 306-ban a Jüe (Yue) Birodalom (ma Csöcsiang (Zhejiang)) a Csu (Chu) állam fennhatósága alá került. A han-dinasztiabeli történész, Sze-ma Csien (Sima Qian) azt írta, hogy a Jüe (Yue) család túlélői délre menekültek, a mai Fucsien (Fujian)be, ahol az ottani jüe (yue) népek mellett élve egyesítették a jüe (yue) és han kultúrát, létrehozva a Minjüé (Minyue)t. A fő központjuk nem Fucsou (Fuzhou) jelenlegi helyén, hanem Vujisan (Wuyishan) város közelében volt.

### ACsin(Qin)- (i.e.221–i.e.207) és a Han-dinasztia (i.e.207–i.sz.220)
A Csin (Qin)-dinasztia első császára, Csin Si Huang-ti (Qin Shi Hunagdi) i.e. 221-ben egyesítette Kínát. Területeit kommandériumokra (郡, jùn, csün) osztotta, melyek nagyjából a mai tartományoknak, vagy prefektúráknak felelnek meg. Fucsien (Fujian) területe a Mincsung (Minzhong) kommandériumba (闽中郡, Mǐnzhōng jùn, Mincsung csün) került.
A terület a következő században független volt a kínai fennhatóság alól. Han Kao-cu (Han Gaozu) császár a Minjüe (Minyue) és a szomszédos Nanjüe (Nanyue) területeit is autonóm vazallus birodalomnak ismerte el. 
I.sz. 202-ben Kao-cu (Gaozu) császár egy Vu Csu (Wuzhu) (无诸) nevű vezetőt tett meg Minjüe (Minyue) királyának, aki felépíttette Je (Ye)  (冶) várost. A város alapításának éve (i.e. 202) lett végül a hagyományos alapítási éve Fucsou (Fuzhou) városnak is.
I.e. 110-ben Han Vu-ti (Han Wudi) császár serege legyőzte a Minjüe (Minyue) Királyság seregét a Han-Minjüe (Minyue) csatában, és területeit, valamint az ott élőket Kínához csatolta. Sok Minjüe (Minyue) erőszakkal át lett helyezve a Csiangnan (Jiangnan) területre, ahol a jüe (yue) népcsoport szinte teljesen asszimilálódott a kínaiakkal, így erős hanyatlást okozva Je (Ye) város lakosságában. A területet később, i.e. 85-ben megyeként szervezték újra.

### A három királyság korától (220–280) aSzuj(Sui)-dinasztiáig (581–618)
A három királyság korában Dél-Kína a Keleti-Vu (Wu) Birodalom uralma alatt volt. Fucsou (Fuzhou) területén egy hajógyár szolgálta ki a partmenti és a Jangce folyó flottáinak az igényeit. I.sz. 202-ben, a Csin (Jin)-dinasztia (265–420) alatt, egy csatornarendszer és két mesterséges tó épült Je (Ye) városban, nevük egyszerűen a Keleti-tó és a Nyugati-tó. A modern Fucsou (Fuzhou) magja eköré a három vízrendszer köré épült, habár a Keleti- és a Nyugati-tó már nem létezik többé. 
308-ban, a nyolc herceg felkelése alatt, a Csin (Jin)-dinasztia végén megkezdődött a han kínaiak első nagyobb délre és délkeletre való népvándorlása, melyet később sorozatosan több hullám követett a hadviselés, vagy a Közép-kínai-alföldön zajló természeti katasztrófák miatt. Fucsien (Fujian) terület adminisztratív és gazdasági központja a Je (Ye) területek felé kezdett elmozdulni a Szuj (Sui)-dinasztia (581–618) alatt.

### A Tang-dinasztiától (618–907) az öt dinasztia koráig (907–960)
725-ben a várost hivatalosan is visszanevezték Fucsou (Fuzhou)ra. A Tang-dinasztia közepén Fucsou (Fuzhou) gazdasági és kulturális intézményei fejlődni kezdtek. A Tang-kor végén a ismét zűrzavar volt a politikai életben, így új népvándorlási hullám volt  a mai Fucsien (Fujian) és Kuangtung (Guangdong) felé. 879-ben a város Huang Csao (Huang Chao), a Tang-kormány ellen lázadó rablóbanda vezetőjének kezére került.
893-ban Vang Csao (Wang Chao) és fivére, Vang Sen-csi (Wang Shenzhi) szerezte meg Fucsou (Fuzhou)t, sikeresen bevették az egész Fucsien (Fujian) tartományt és 909-ben egy független királyságot hoztak létre ott, melyet a Min Királyságnak neveztek el. A Vang (Wang) fivérek királysága 945-ig tartott. 978-ban Fucsou (Fuzhou) az újonnan alapított Szung (Song)-dinasztia része lett, habár ennek a hegyvidéki területnek a felügyelete gyenge volt.
Fucsou (Fuzhou) virágzott a Tang-dinasztia alatt. A buddhizmus hamar beépült a helyi kultúrába, a lakosok sok buddhista templomot építettek a területen.

### ASzung(Song)-kortól (960–1279) aJüan(Yuan)-korig (1271–1368)
Fucsou (Fuzhou) nagy újjáéledésen ment keresztül a Szung (Song)-dinasztia alatt, kialakultak a kulturális és oktatási intézmények. A Hualin templomot (华林寺, pinjin: Huálín sì, magyaros: Hualin szi) 964-ben alapították, az egyik legrégebbi máig fennmaradó faépítmény Kínában. A városnak új falakat emeltek 282-ben, 901-ben, 905-ben és 974-ben, így a városnak több réteg fala van, mint a kínai fővárosnak.
Szung Taj-cung (Song Taizong) császár 978-ban elrendelte Fucsou (Fuzhou) összes városfalának lebontását, de új falakat építettek helyettük később, a legrégebbi 1371-ben épült. A déli-Szung (Song)-dinasztia alatt a Fucsou (Fuzhou) még jobban virágzott. sok tudós jött a városba tanulni és dolgozni. Köztük volt Csu Hszi (Zhu Xi), az egyik legelismertebb kínai filozófus Konfuciusz és Hszin Csi-csi (Xin Qiji) után.
Marco Polo, aki Kubiláj kán vendége volt, a város nevét az olasz helyesírás szerint Fugiu néven írta át, melynek kiejtése nem az akkori min kínai kiejtéssel, hanem a mandarin hivatalnokok nyelvének kiejtésével egyezett meg.

### Ming dinasztia (1368–1644)
1405 és 1433 között a Ming-dinasztia császári hadseregének flottája Cseng Ho (Zheng He) vezetésével többször is kihajózott Fucsou (Fuzhou)ból az Indiai-óceánra; három alkalommal a flotta Afrika keleti partjaira is eljutott. Az utolsó kihajózás előtt Cseng (Zheng) egy sztélét állíttatott Ma-cu (Mazu) istennőnek a kikötő mellé.
1549-ben Galeote Pereirát, a portugál katonát és kereskedőt bebörtönözték Fucsou (Fuzhou)ban a japán vukou (wukou) kalóztámadások alatt. Később száműzetéssel átszállították egy városba a tartományon belül. Pereira 1553-ban Langpajcsiao (Langbaijiao)ba szökött. Tapasztalatainak feljegyzései, melyet 1561-ben jezsuiták jegyeztek fel Goán, az első nem-vallási beszámoló Kínáról, ami a nyugatra is eljutott Marco Polo óta.
A japán Rjúkjúi Királyság egy nagykövetséget is hozott létre Fucsou (Fuzhou)ban.

### Csing(Qing)-dinasztia (1644–1912)
1839-ben Tao-kuang (Daoguang) császár kijelölte Lin Ce-hszü (Lin Zexu)t, aki fucsou (fuzhou)i lakos volt, hogy erősítse meg a ópiumimport-tilalmat Kantonban. A sikertelen kísérlete váltotta ki az első ópiumháborút Nagy-Britanniával, ahol a kínaiak veresége után Lint tették bűnbaknak, így száműzték a birodalom északnyugati részére.
A nankingi szerződés (1842), mely véget vetett a konfliktusoknak, Fucsou (Fuzhou) is egyike lett az öt megnyitott kikötőknek, ahol a külkereskedelem és a hittérítés szabadon folyhatott.
Fucsou (Fuzhou) volt Kína egyik legfontosabb területe a protestáns hittérítők számára. Elsőként az amerikai ABCFM (American Board of Commissioners for Foreign Missions, 美国公理会差会, Mejkuo kunglihuj csa huj (Měiguó gōnglǐhuì chà huì)) juthatott be a városba, 1846. január 2-án. Őket követte a Püspöki Metodista Misszionárius Közösség, akik 1847 szeptemberében érték el Fucsou (Fuzhou)t. A Church Mission Society is megérkezett a városba, 1850 májusában. Ez a három protestáns küldöttség – akik a kínai kommunista forradalom kitöréséig (1949) maradtak Fucsou (Fuzhou)ban – gazdag örökséget hagytak a fucsou (fuzhou)i protestáns kultúrára. Támogatták a kórházak és iskolák felépítését.

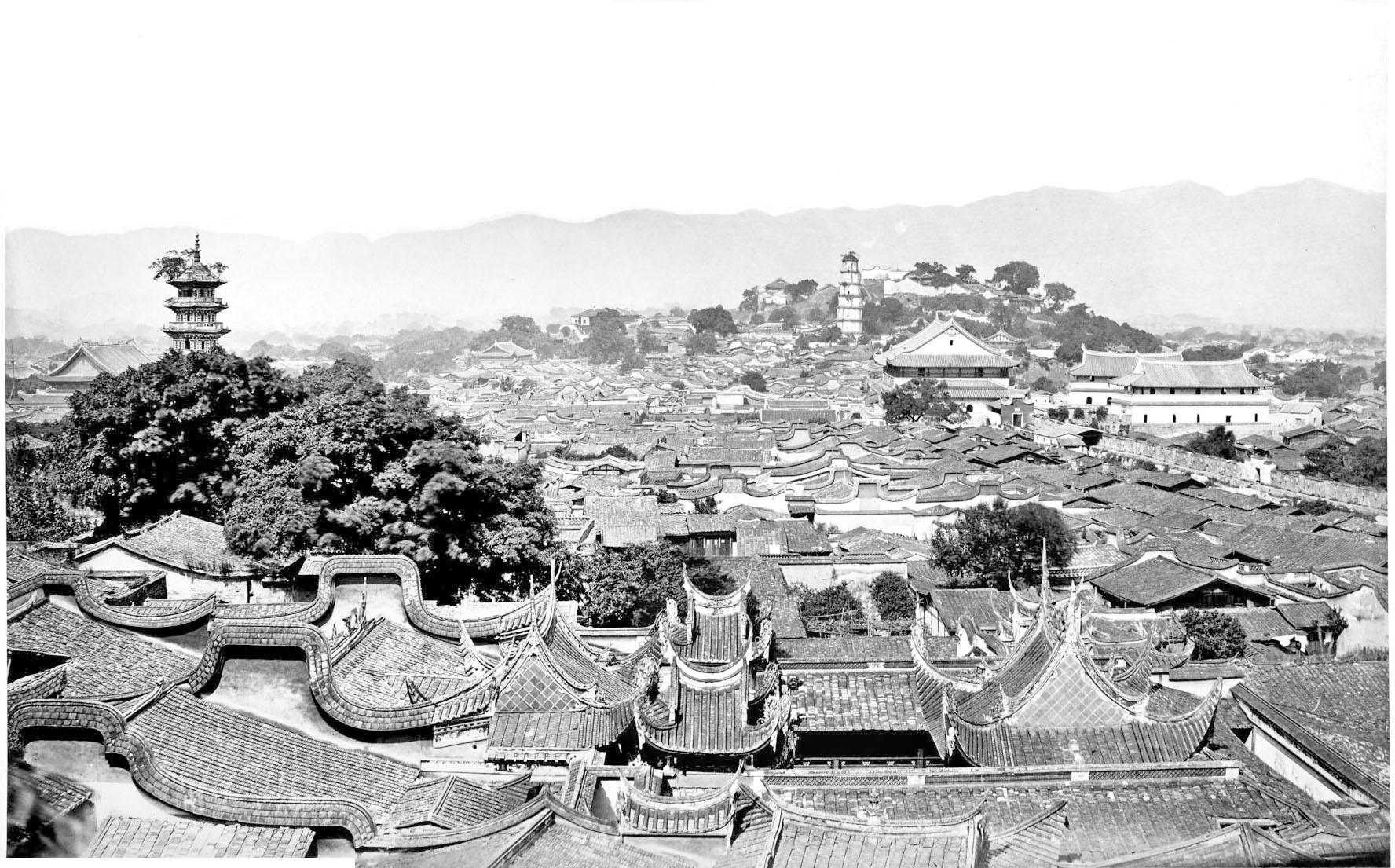
Fucsou (Fuzhou) keletre néző látképe a Fekete kő-dombról (1880 körül)

1884. augusztus 23-án kitört a fucsou (fuzhou)i csata a francia távol-keleti flotta és a fucsien (fujian)i flotta között. A csata kimeneteleként a fucsien (fujian)i flottát – a négy nagy kínai regionális flotta egyikét – teljesen lemészárolták a Mavej (Mawei)-kikötőben.

### A Kínai Köztársaság kora
1911. november 8-án forradalmárok felkelést szerveztek Fucsou (Fuzhou)ban. Az éjszakai utcai harc után a Csing (Qing) hadsereg megadta magát.

#### A polgárháború időszaka
1933. november 22-én Eugene Chen és a Nemzeti Forradalmi Hadsereg 19. egysége felállította a rövid életű Fucsien (Fujian)i Forradalmi Kormányt (福建人民革命政府, Fucsien Zsenmin Csengfu (Fújiàn Rénmín Zhèngfǔ)). Azonban Csang Kaj-sek blokádja körbevette, valamint a közeli Kínai Szovjet Köztársaság is fenyegette a Fucsieni Forradalmi Kormányt, így az két hónapon belül összeomlott.

#### A japán megszállás
A második kínai–japán háború kitörésével megkezdődtek a belháborúk Fucsien (Fujian) tartományban. Hsziamen (Xiamen)t (gyakori nyugatiasított nevén Amoy) a Japán légierő elfoglalta 1938. május 13-án. Hsziamen (Xiamen) elesése azonnal veszélybe sodorta Fucsou (Fuzhou)t.
Az Icsi-Gó hadművelet (1944) részeként – melynek során japán csapatok támadták Kínát a második világháború alatt – a japánok szerették volna izolálni Fucsou (Fuzhou)t és Fucsien (Fujian) tartományt Nyugat-Kínától és az akkor háborús fővárostól, Csungcsing (Chongqing)től.
Fucsou (Fuzhou) a japán kapitulációig maradt megszállás alatt, 1945 szeptemberéig.
A köztársaság visszaállítását követően (1946), Fucsou (Fuzhou) adminisztrációs szintjeit újraszervezték.

### A Kínai Népköztársaság idején

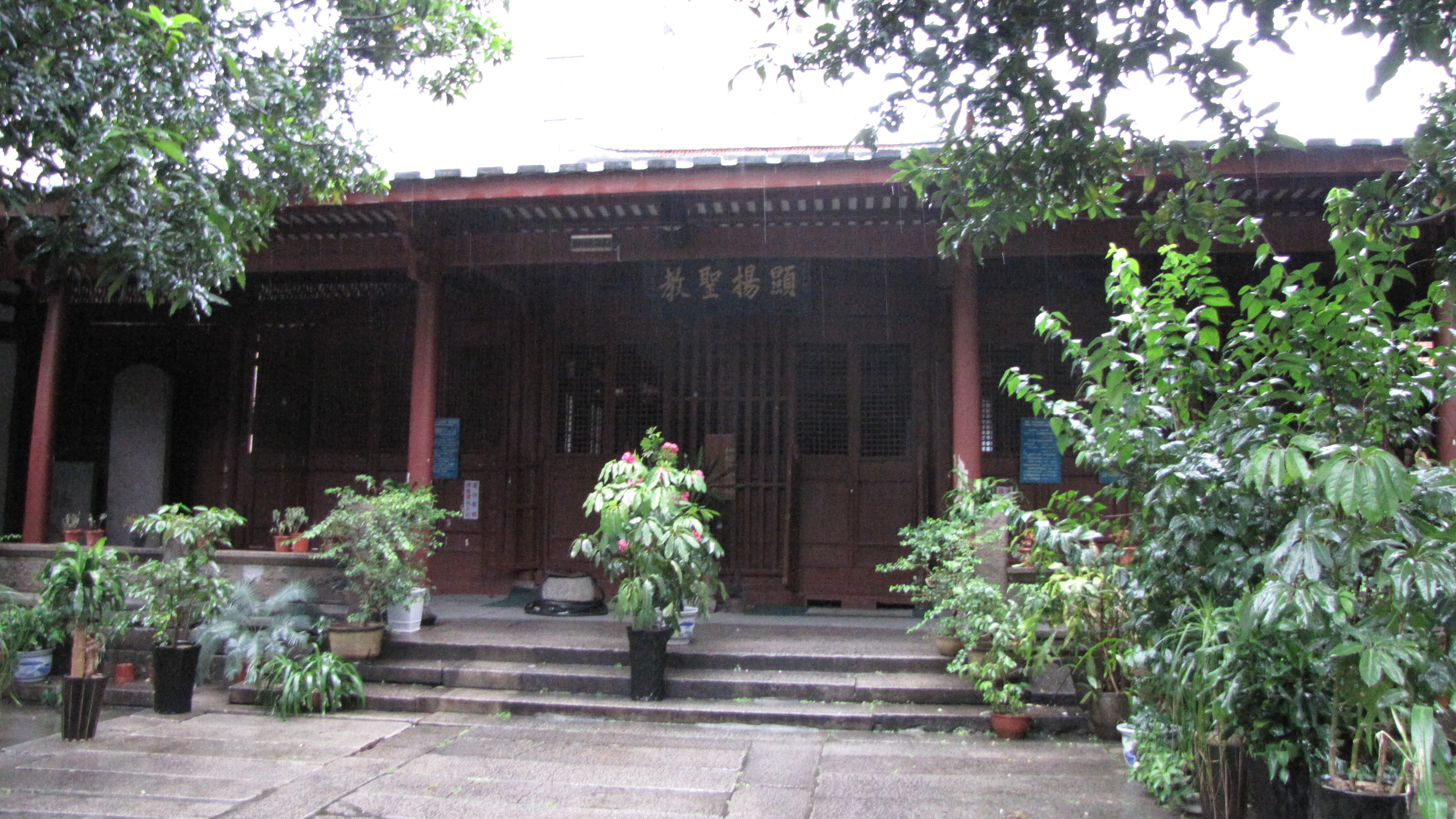
A fucsou (fuzhou)i mecset

1949. augusztus 17-én Fucsou (Fuzhou)t megszállta a Kínai Népi Felszabadító Hadsereg. Az ötvenes években a város a tajvan (taiwan)i Kuomintang (Guomindang)gal való konfliktus frontvonalán volt, így ellenséges KMT (Kuomintang (Guomindang)) repülők gyakran bombázták Fucsou (Fuzhou)t. Az 1955. január 20-ai bombázás volt ezek közül a legnagyobb, mely több száz ember halálát okozta.
A kulturális forradalom alatt Fucsou (Fuzhou)ban is voltak zavargások. Különféle „vörösgárdista” csoportok harcoltak egymás ellen fegyverekkel az utcákon, és még a Népi Felszabadító Hadsereget is megtámadták.
A Teng Hsziao-ping (Deng Xiaoping)-i reform és nyitás politika alatt a '70-es éveket követően Fucsou (Fuzhou) rendkívül gyorsan fejlődött.
1993. december 13-án tűz ütött ki egy textilgyárban Fucsou (Fuzhou)ban, ami 60 ember életét követelte. 2005. október 2-án a Lungvang (Longwang)-tájfun söpörte el az egyik rendvédelmi iskolát, ahol több mint 80 ember esett áldozatául a természeti katasztrófának.

## Földrajz
Fucsou (Fuzhou) Fucsien (Fujian) tartomány északkeleti részén fekszik, észak felől Ningtö (Ningde) és Nanping határolja, délről Csüancsou (Quanzhou)hoz és Putien (Putian)hez kapcsolódik, valamint nyugaton Szanming (Sangming) határolja.

### Éghajlat
A város éghajlata nedves szuptrópusi (Köppen Cfa), melyre a kelet-ázsiai monszun is hatással van. A nyár hosszú, nagyon forró és nedves. A tél rövid, enyhe és száraz. Szinte minden évben a monszun ideje alatt szakadó eső jellemzi a május második felét. Késő nyáron és kora tavasszal tájfunok is előfordulnak Fucsou (Fuzhou)ban. A havi 24 órás átlaghőmérséklet a januári 10,9 °C-tól a a júliusi 28,9 °C-ig terjedhet, amíg az éves átlag 19,84 °C. A várost évente átlagosan 1 607 óra napsütés éri, a legkevesebb áprilisban – mikor a hónap 24%-ában süt a nap, és a legtöbb júliusban – amikor is a hónap 54%-ában süt a nap.
| Hónap                                       | Jan. | Feb. | Már. | Ápr. | Máj. | Jún. | Júl. | Aug. | Szep. | Okt. | Nov. | Dec. | Év   |
| ------------------------------------------- | ---- | ---- | ---- | ---- | ---- | ---- | ---- | ---- | ----- | ---- | ---- | ---- | ---- |
| Rekord max. hőmérséklet (°C)                | 23,6 | 28,5 | 30,3 | 36,2 | 37,5 | 39,1 | 41,7 | 40,6 | 38,2  | 36,7 | 33,4 | 26,5 | 41,7 |
| Átlagos max. hőmérséklet (°C)               | 15,2 | 15,2 | 18,1 | 23,2 | 26,7 | 30,5 | 34,1 | 33,3 | 30,2  | 26,4 | 22,0 | 17,7 | 24,4 |
| Átlaghőmérséklet (°C)                       | 11,2 | 11,6 | 14,0 | 18,5 | 22,7 | 26,2 | 29,2 | 28,8 | 26,2  | 22,4 | 18,2 | 13,4 | 20,2 |
| Átlagos min. hőmérséklet (°C)               | 8,2  | 8,3  | 10,6 | 15,0 | 19,2 | 23,0 | 25,5 | 25,1 | 23,0  | 19,3 | 14,8 | 10,1 | 16,9 |
| Rekord min. hőmérséklet (°C)                | −1,9 | −1,7 | 0,0  | 6,2  | 10,9 | 18,9 | 20,7 | 20,3 | 18,3  | 12,2 | 4,6  | −0,8 | −1,9 |
| Átl. csapadékmennyiség (mm)                 | 48   | 87   | 145  | 167  | 194  | 209  | 99   | 180  | 145   | 48   | 41   | 32   | 1394 |
| Havi napsütéses órák száma                  | 102  | 79   | 89   | 111  | 114  | 142  | 226  | 199  | 154   | 144  | 120  | 127  | 1607 |
| Forrás: China Meteorological Administration |      |      |      |      |      |      |      |      |       |      |      |      |      |

## Közigazgatás
Fucsou (Fuzhou) közigazgatási egységei gyakran változtak a történelem során. 1983-ban Fucsou (Fuzhou) jelenlegi közigazgatási egységei hivatalosan is megalakultak, névlegesen 5 körzet és 8 megye. 1990-ben és 1994-ben Fucsing (Fuqing) és Csanglö (Changle) megyéket megyeszintű várossá avatták. Ennek ellenére a helyi lakosok továbbra is a régi felosztás szerint gondolnak a város közigazgatására. Fucsou (Fuzhou) teljes területe 9,65%-át fedi le Fucsien (Fujian) tartománynak.
Fucsou (Fuzhou) város hatásköre 6 körzetre, 1 megyeszintű városra és 6 megyére terjed ki.
| Fucsou (Fuzhou) térképe | Fucsou (Fuzhou) térképe | Fucsou (Fuzhou) térképe | Fucsou (Fuzhou) térképe         | Fucsou (Fuzhou) térképe | Fucsou (Fuzhou) térképe |
| --- | ----------------------- | ----------------------- | ------------------------------- | ----------------------- | ----------------------- |
| 1 2 Cangsan (Cangshan) körzet Mavej (Mawei) körzet Csinan (Jin'an) körzet Csangle (Changle) körzet Minhou megye Liencsiang (Lianjiang) megye Luojüan (Luoyuan) megye Mincsing (Minqing) megye Jongtaj (Yongtai) megye Pingtan megye Fucsing (Fuqing) (város) 1. Kulou (Gulou) körzet 2. Tajcsiang (Taijiang) körzet Kína követeli, de sosem irányította Macu (Mazu) települést (Liencsiang (Lianjiang) megye részeként) és Pajcsüan (Baiquan)-szigetet (Csanglö (Changle) részeként). |                         |                         |                                 |                         |                         |
| Név | Kínai                   | Pinjin                  | Népesség (2010-es népszámlálás) | Terület (km²)           | Népsűrűség (/km²)       |
| Belváros | Belváros                | Belváros                | 2,921,763                       | 1,015.07                | 2878.39                 |
| Kulou (Gulou) körzet | 鼓楼区                  | Gǔlóu qū                | 687,706                         | 36.60                   | 18,790                  |
| Tajcsiang (Taijiang) körzet | 台江区                  | Táijiāng qū             | 446,891                         | 18.28                   | 24,447                  |
| Cangsan (Cangshan) körzet | 仓山区                  | Cāngshān qū             | 762,746                         | 139.41                  | 5,471                   |
| Mavej (Mawei) körzet | 马尾区                  | Mǎwěi qū                | 231,929                         | 254.33                  | 912                     |
| Csinan (Jin'an) körzet | 晋安区                  | Jìn'ān qū               | 792,491                         | 566.45                  | 1,399                   |
| Csanglö (Changle) körzet | 长乐区                  | Chánglè qū              | 682,626                         | 717.54                  | 951                     |
| Külváros és agglomeráció |                         |                         |                                 |                         |                         |
| Minhou megye | 闽侯县                  | Mǐnhóu xiàn             | 662,118                         | 2,133.03                | 310                     |
| Liencsiang (Lianjiang) megye | 连江县                  | Liánjiāng xiàn          | 561,490                         | 1,190.67                | 472                     |
| Luojüan (Luoyuan) megye | 罗源县                  | Luōyuán xiàn            | 207,677                         | 1,081.17                | 192                     |
| Mincsing (Minqing) megye | 闽清县                  | Mǐnqīng xiàn            | 237,643                         | 1,468.90                | 162                     |
| Jongtaj (Yongtai) megye | 永泰县                  | Yǒngtài xiàn            | 249,455                         | 2,243.41                | 111                     |
| Pingtan megye | 平潭县                  | Píngtán xiàn            | 357,760                         | 371.09                  | 964                     |
| Elővárosok |                         |                         |                                 |                         |                         |
| Fucsing (Fuqing) | 福清市                  | Fúqīng shì              | 1,234,838                       | 1,932.43                | 639                     |
| Összesen | Összesen                | Összesen                | 7,115,370                       | 12,153.31               | 585.47                  |

## Közlekedés

### Helyi közlekedés
A városban metró is működik.

## Kultúra

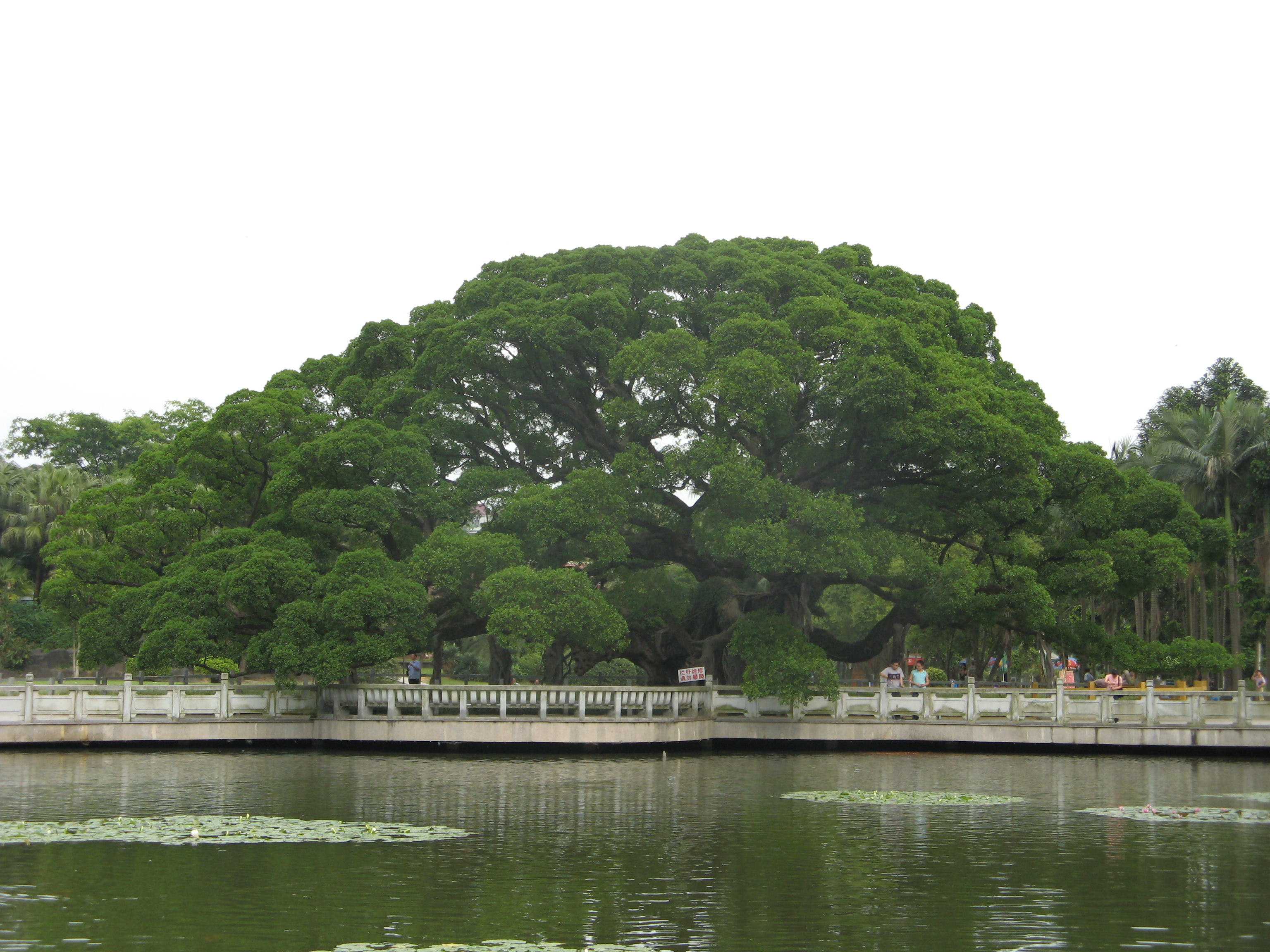
Óriási banyánfa a Fucsou (Fuzhou)i Nemzeti Erdőparkban (福州国家森林公园, Fucsou kuocsia szenlin kungjüan (Fúzhōu guójiā sēnlín gōngyuán)).

A „Banyánok városa” sokban eltér Kína egyéb közép-kínai „mainstream” kultúráitól, és több szempontból különbözik a többi partmenti várostól.

### Nyelv és kultúra
A mandarin kínai mellett a helyiek nagy többsége a fucsou (fuzhou)i dialektust (福州话) is beszéli. A mandarintól vagy a kantonitól eltérően – ahol sok szónak hasonló kiejtése van – a fucsou (fuzhou)i dialektusban sokkal kevesebb a homoním.
A Min opera, vagy más néven a fucsou (fuzhou)i dráma Fucsien (Fujian) tartomány nagy operaműfajainak egyike. Nagy népszerűségnek örvend a fucsou (fuzhou)i területen, valamint a környező területeken, ahol a fucsou (fuzhou)i dialektust beszélik. A Min operának több mint ezer műve van, melyek legtöbbike népmesékből, történelmi elbeszélésekből vagy ősi legendákból állnak. Híresebb művek például a Pecsét készítése, A lila jáde hajtű és a Bűvös barack felcserélése licsire.

### Vallás
A két hagyományos vallás a fucsou (fuzhou)i területen a mahájána buddhizmus és a taoizmus. A lakosság közül sokan egyszerre gyakorolják mindkét vallási irányzatot. A város számos buddhista kolostornak, szerzetesnek és taoista templomnak ad otthont.
A helyi vallások eredete évszázadokkal ezelőttre visszavezethető. Az itteni vallások több elemet más vallásokból és kultúrákból vettek át, mint például a bálványimádás, és a hagyományos mondakörök. Ilyen elem a Majomkirály után a majmok tisztelete, ami a Nyugati utazás című Ming-kori novellából ered.[forrás?]

### Helyi konyhaművészet

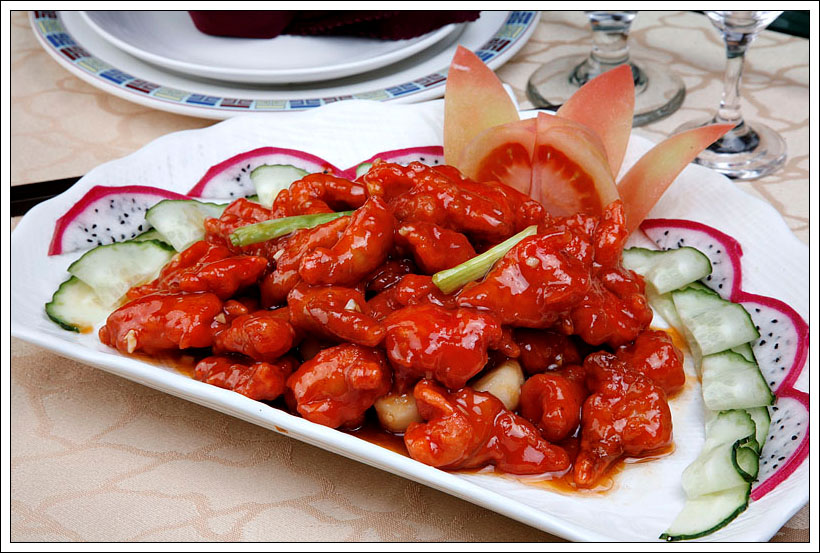
Fucsou (Fuzhou) egyik helyi étele, a licsis sertés (荔枝肉, Licsi zsou (Lìzhī ròu)), ami az édes-savanyú ízétől jellegzetes

A fucsou (fuzhou)i konyha a fucsien (fujian)i konyha négy stílusának egyike, ami a kínai konyhaművészet nyolc régiójának egyike. Az ételek könnyedek, de ízletesek, hangsúlyt kap az umami íz (a kínai konyhaművészetben 鲜味, hszienvej (xiānwèi) néven ismert), valamint megőrződik az összetevők eredeti íze. A fucsou (fuzhou)i ételek íze enyhébb a kínai konyhaművészet többi stílusához képest, és gyakran keveredik benne az édes és a savanyú íz. A levesek – az étkezés elengedhetetlen fogásai – helyi szezonális zöldségekből és tenger gyümölcseiből készülnek, emellett gyakran kerül helyi főzőbor is az ételekbe (福建老酒, Fucsien laocsiu (Fújiàn lǎojiǔ)).

## Fordítás
- Ez a szócikk részben vagy egészben  a   Fuzhou című angol Wikipédia-szócikk ezen változatának fordításán alapul.  Az eredeti cikk szerkesztőit annak laptörténete sorolja fel. Ez a jelzés csupán a megfogalmazás eredetét és a szerzői jogokat jelzi, nem szolgál a cikkben szereplő információk forrásmegjelöléseként.